# Camptoscaphiella
Genre
Camptoscaphiella est un genre d'araignées aranéomorphes de la famille des Oonopidae.

## Distribution
Les espèces de ce genre se rencontrent en Asie du Sud, en Chine, en Asie du Sud-Est et en Nouvelle-Calédonie.

## Liste des espèces
Selon World Spider Catalog (version 25.5, 04/08/2024) :
- Camptoscaphiella changxu Tong & Li, 2021
- Camptoscaphiella fulva Caporiacco, 1934
- Camptoscaphiella glenniei (Fage, 1946)
- Camptoscaphiella gunsa Baehr, 2010
- Camptoscaphiella hilaris Brignoli, 1978
- Camptoscaphiella hudie Tong & Yang, 2023
- Camptoscaphiella linyejiei Tong & Li, 2021
- Camptoscaphiella loebli Baehr, 2010
- Camptoscaphiella martensi Baehr, 2010
- Camptoscaphiella metok Tong & Li, 2024
- Camptoscaphiella monteithi Baehr & Harvey, 2013
- Camptoscaphiella nepalensis Baehr, 2010
- Camptoscaphiella panchthar Baehr, 2010
- Camptoscaphiella paquini Ubick, 2010
- Camptoscaphiella potteri Baehr & Harvey, 2013
- Camptoscaphiella schwendingeri Baehr, 2010
- Camptoscaphiella shannan Tong & Li, 2024
- Camptoscaphiella silens Brignoli, 1976
- Camptoscaphiella simoni Baehr, 2010
- Camptoscaphiella sinensis Deeleman-Reinhold, 1995
- Camptoscaphiella strepens Brignoli, 1976
- Camptoscaphiella taplejung Baehr, 2010
- Camptoscaphiella trifoliata Tong & Li, 2024
- Camptoscaphiella tuberans Tong & Li, 2007
- Camptoscaphiella yinglefeng Tong & Yang, 2023
- Camptoscaphiella yujufeng Tong & Yang, 2023
- Camptoscaphiella zayu Tong & Li, 2024

## Systématique et taxinomie
Ce genre a été décrit par Caporiacco en 1934 dans les Oonopidae.

## Publication originale
- Caporiacco, 1934 : « Aracnidi dell'Himalaia e del Karakoram, raccolti della Missione Italiana al Karakoram. » Memorie della Società Entomologica Italiana, vol. 13, no 2, p. 113-160.